# 松尾一枝

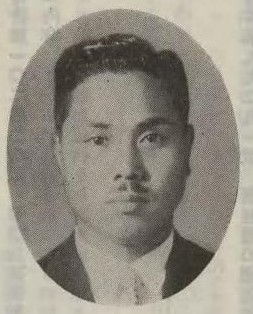
松尾一枝

松尾 一枝（まつお かずえ、生没年不詳）は、日本の発明家。
兵庫県揖保郡林田町出身。12,3歳のころに大阪市北区空心町ミツヱ鐵工所の徒弟となり、20歳の時に独立して製壜機の製作を行った。

## 特許
- 特許第99161号 製壜機
- 特許第102795号 製壜機